# Cálice de Bedia

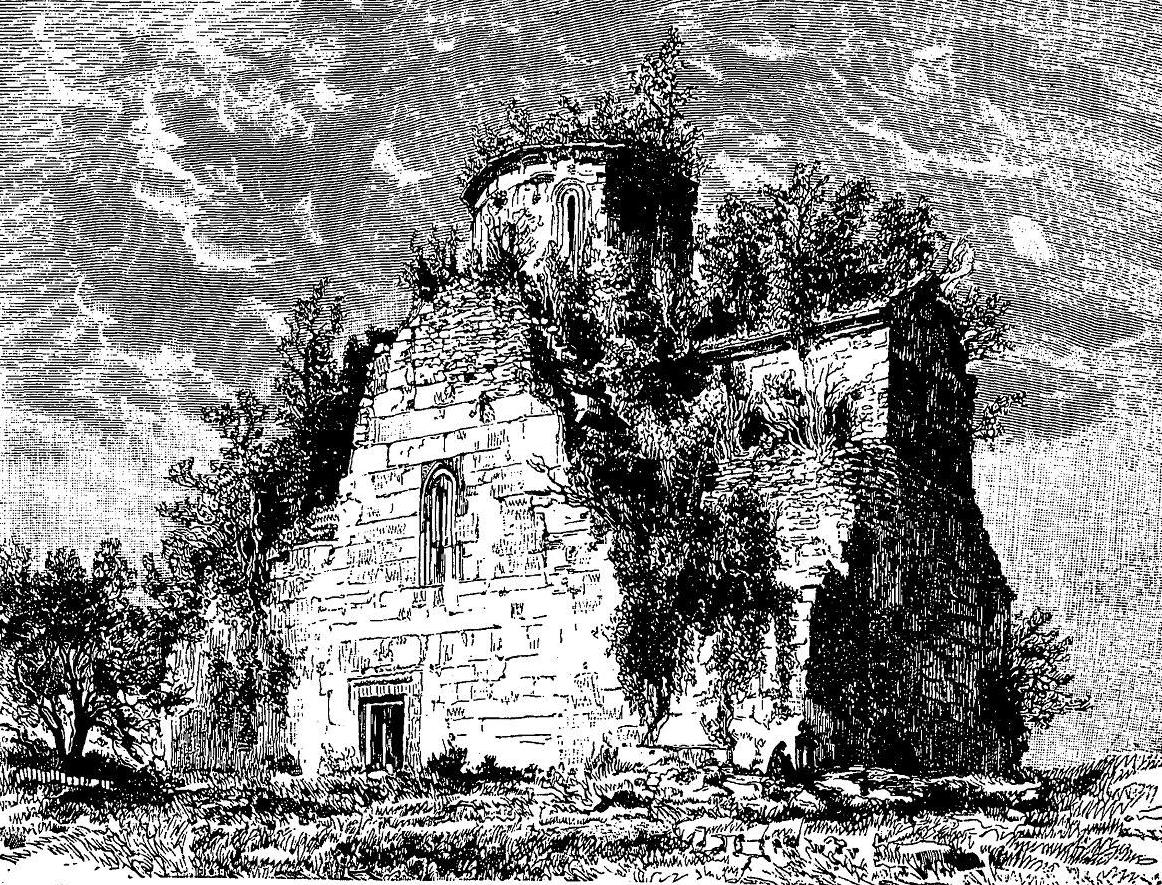
Mosteiro de Bedia num desenho de 1884

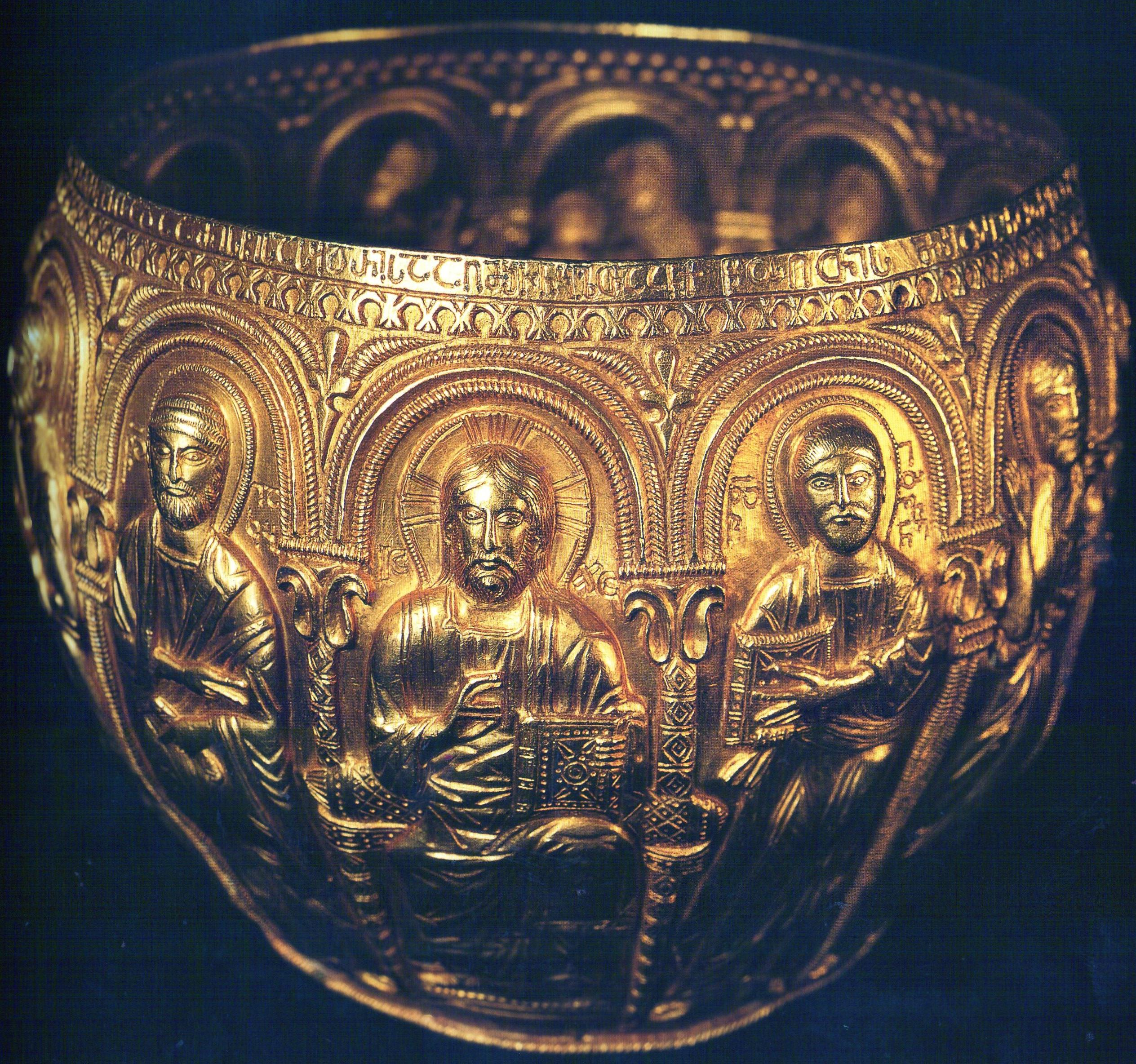
Tigela do cálice de Bedia. Face do Cristo Pantocrator

O cálice de Bedia é um peça da ourivesaria medieval georgiana, um vaso litúrgio feito de ouro ducado e ricamente decorado. Datado de 999, o cálice foi comissionada pelo rei Pancrácio III ao Mosteiro de Bedia na Abecásia. Apenas uma tigela do vaso está preservada e atualmente está no Museu Nacional da Geórgia em Tbilisi.

## História
O cálice foi uma doação do rei Pancrácio III e sua mãe, a rainha Guranduxt da Abecásia, à nova igreja em Bedia, que foi concluída em 999. A base do vaso foi subsequentemente perdida e restaurada no século XVI em nome de Germano Chkhetidze, bispo de Bedia, como mencionado numa inscrição georgiana. O item foi preservado na sacristia da Igreja de Ilori, onde o historiador Dimitri Bakradze visitou-a em 1865 e relatou o perigo de ser perdida. A base então novamente desapareceu. A tigela sobrevivente foi levada para Tbilisi, junto ao Tesouro da Câmara do Museu Estadual de Arte Georgiana, agora o Museu Nacional da Geórgia, em 1930.

## Descrição
A tigela do vaso de Bedia tem 14 centímetros de altura e 14 de diâmetro; seu peso é de 752 gramas. A peça é feita com uma folha de ouro, com todas as figuras e detalhes trabalhos em repoussé. A superfície exterior está emoldurada e dividida em 12 segmentos por uma arcada contínua. As figuras descritas são o Cristo Pantocrator entronado e a Virgem Hodegétria no lago oposto. Entre eles estão de pé as figuras dos 10 apóstolos, cinco de cada lado, segurando rótulos em suas mãos. Cristo é identificado por uma inscrição grega e todos os apóstolos por textos georgianos; não há inscrição associada com a virgem. A inscrição georgiana logo abaixo da borda,[a] uma inscrição asomtavruli ricamente gravada, menciona Pancrácio e Guranduxt.
O cálice de Bedia é notável por sua composição ordenada e rítmica e detalhes decorativos que são tipicamente georgianos, mas exibem algumas afinidades estilísticas com os ícones de marfim bizantinos contemporâneos e cálices esmaltados do Tesouro de São Marcos, em Veneza. Ainda, o efeito monumental robusto da obra do cálice de Bedia é sem paralelo.